# Les Pedreres (Santa Oliva)
Les Pedreres és una entitat de població catalana del municipi de Santa Oliva, al centre Baix Penedès, a prop del Vendrell. El 2023, l'entitat singular de població tenia empadronats 1962 habitants.
Va començar a construir-se durant els anys 60 del segle XX i ha crescut en població fins a ser el nucli amb més habitants del municipi, malgrat no ser l'històric. Aquest creixement ha estat causat sobretot per la conversió d'antigues segones residències en primeres residències durant els primers anys del segle XXI. La proximitat amb el nucli del Vendrell ha facilitat un increment de població sostingut des de finals dels anys 90, sobretot amb població vinguda de l'àrea metropolitana de Barcelona.
Els edificis eren inicialment de qualitat molt pobra perquè eren d'autoconstrucció, fets per gent no professional. Amb tot, amb els anys les noves edificacions han millorat notablement la qualitat.